# Palazzo Fiano al Corso
Palazzo Fiano al Corso, noto anche come Palazzo Peretti Ottoboni Fiano, o semplicemente palazzo Fiano, è un palazzo neorinascimentale di Roma, situato all'angolo di Piazza di San Lorenzo in Lucina con via del Corso, nel  rione Colonna.

## Storia
La prima edificazione dell'edificio risale al XIII secolo, con una struttura costruita per il cardinale inglese Ugo di Evesham. Fu utilizzato nel XV secolo come residenza dei cardinali titolari di San Lorenzo in Lucina. L'edificio fu ampliato molte volte nei secoli, anche tramite l'acquisto di alcune residenze collocate nell'altro lato di Via del Corso. All'inizio del XVI secolo il palazzo divenne noto perché era la residenza del cardinale portoghese Jorge da Costa (titolare dal 1488 al 1508), che occupava un appartamento costruito sopra un antico arco romano, che scavalcava Via del Corso e era usato per collegare le proprietà e per questa presenza prese il nome di Arco di Portogallo. Nel 1542 il palazzo fu oggetto di ristrutturazione da parte del cardinale Ercole Gonzaga di Mantova, che qui ospitò la sua corte. Venne in seguito abitato dal nipote, il cardinale Francesco Gonzaga, che lo utilizzò per le sue collezioni.
Nel 1568, durante le opere per il consolidamento delle fondazioni del futuro palazzo Fiano, furono scoperti i primi frammenti dell'Ara Pacis. Nel 1624 l'edificio fu comprato dal principe Michele Peretti, parente di papa Sisto V, che realizzò nuovo ampliamenti. 

Il papa Alessandro VII Chigi (r. 1655-1667) realizzò diverse interventi nella parte centrale di Via del Corso, dove si trovava Palazzo Chigi, residenza della famiglia, che causarono la demolizione dell'Arco di Portogallo per poter allargare la strada. 
Verso la fine del XVII secolo le proprietà dei Peretti sui due lati del Corso furono acquistate da Marco Ottoboni, un parente di Alessandro VIII; lui era duca di Fiano e il palazzo su Piazza di San Lorenzo in Lucina divenne noto come Palazzo (Ottoboni di) Fiano e gli edifici sull'altro lato di Via del Corso (altezza dei numeri 157-160), come Palazzo Ottoboni Boncompagni, dato che l'unica figlia di Marco Ottoboni si sposò con un Boncompagni, Pietro Gregorio.

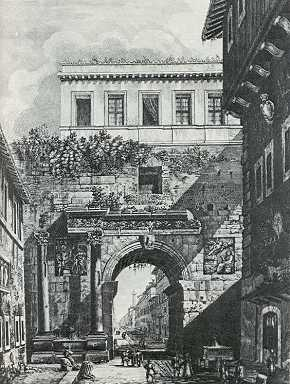
L'antico Arco di Portogallo, demolito nel XVII secolo per allargare Via del Corso; collegava le due proprietà della famiglia Peretti. Sopra l'arco l'appartamento del cardinale portoghese Jorge da Costa.

Nel 1859 furono effettuati altri scavi sotto il palazzo che permisero di recuperare diversi altri frammenti, pertinenti al fregio laterale dell'Ara pacis. Nel 1898 il complesso fu venduto al  commerciante Edoardo Almagià. Altri scavi furono effettuati nel luglio del 1903, in cui furono recuperati altri 53 frammenti. Poi nel 1937, in occasione del bimillenario  della nascita di Augusto, furono impiegate nuove tecniche per altri scavi con cui furono recuperati ulteriori frammenti. I frammenti furono usati per la ricostruzione dell'Ara, posta nel 1938 nel Lungotevere in Augusta.

## Descrizione
La facciata si presenta in tre piano con le finestre ornare di  janelas de timpano triangolare al primo, architravate al secondo e quadrate al terzo. Ci sono due portali sovrastati da balconcini; solo quello del civico 4 è un ingresso all'edificio e porta al cortile interno in cui si trova una fontana ornata da un'aquila coronata.